# Selena
Selena, pseudonimo di Selena Quintanilla, coniugata Pérez (Lake Jackson, 16 aprile 1971 – Corpus Christi, 31 marzo 1995), è stata una cantante, ballerina, stilista, modella e attrice statunitense.
Morta a soli 23 anni, è considerata una tra le più popolari icone musicali latine. Con oltre 80 milioni di album venduti nel mondo, è una delle cantanti di maggior successo discografico nonché la quinta artista musicale più venduta nella storia della musica latina. È soprannominata “La Regina della Musica Tejano”, “La Regina della Cumbia”, “La Regina della Musica Latina”.

## Biografia
Selena nacque in Texas, a Lake Jackson, da Abraham Quintanilla Jr. e Marcella Ofelia Samora. Passò buona parte della sua vita a Corpus Christi, dove ebbe inizio anche la sua carriera musicale. Fu il padre, che aveva fatto parte del nucleo originale dei Los Dinos tra il '57 e il '72, che coltivò i talenti musicali dei figli. Selena, il fratello Abe (al basso), e la sorella Suzette (alla batteria) sono da considerarsi quindi la seconda generazione dei Dinos. Altri membri del gruppo furono Ricky Vela (alle tastiere) e Roger Garcia (alla chitarra).
Le prime esibizioni pubbliche di Selena furono all'età di otto anni nel ristorante messicano del padre e già l'anno seguente registrò il primo disco. Passò praticamente tutta l'adolescenza in tournée, terminando le scuole superiori per corrispondenza e vivendo sull'autobus "Big Bertha". Nel 1989 firmò un contratto con la Capitol EMI, e molti dei suoi album uscirono infatti con questa etichetta, compreso il vendutissimo singolo Amor prohibido e l'omonimo album del 1994, che scalzò addirittura Mi tierra di Gloria Estefan dalla prima posizione delle classifiche.

### Il successo
Chris Perez sostituì Roger Garcia come chitarrista. Dopo qualche tempo, Selena e Chris si innamorano e intraprendono una relazione segreta: Abraham Quintanilla, il padre della cantante, viene a conoscenza dell’amore fra i due. 
Chris viene cacciato dalla band e separato da Selena. 
La coppia decide comunque di non separarsi e, anzi, prendono la decisione di sposarsi per dimostrare che il loro amore non si sarebbe fermato davanti alla reazione del padre della cantante.
Il 2 aprile 1992 i due vengono dichiarati marito e moglie. Decisero di vivere comunque nelle vicinanze della sua famiglia d'origine, nella città di Corpus Christi.
Nel 1993 Selena vinse un Grammy per il miglior album tex-mex con il suo lavoro Live. Detiene il record del concerto più affollato nella storia dell'Astrodome di Houston, con 67 000 spettatori alla sua esibizione del 1993. Selena ha ottenuto popolarità cantando in una lingua che non era la propria lingua madre, dal momento che era cresciuta parlando inglese e ha registrato i suoi primi successi in spagnolo.
Oltre ai suoi interessi musicali, Selena era una stilista. Negozi con il suo nome sono stati aperti negli anni novanta nella sua città natale e a San Antonio. Ha avuto anche una parte minore come attrice, un cameo, nel film Don Juan De Marco - Maestro d'amore con Johnny Depp e Marlon Brando.

### La prematura scomparsa

La tomba di Selena

Yolanda Saldívar era la responsabile del fanclub di Selena e manager dei negozi di abbigliamento con il suo nome: nel 1995 la famiglia Quintanilla, dopo aver scoperto che aveva dirottato dei fondi da queste attività, la licenziò. Poco tempo dopo, Selena si accordò con Saldívar per un incontro in un motel Days Inn a Corpus Christi, la mattina del 31 marzo 1995, per ritirare dei documenti necessari per verificare i bilanci finanziari. Nel motel, le due donne cominciarono a litigare dopo che Selena aveva chiesto di alcuni documenti mancanti; ne derivò un violento litigio, fino a che la Saldívar estrasse una pistola dalla borsetta, puntandola prima verso la propria testa, senza premere il grilletto, e poi verso Selena, sparando. Quando la cantante si girò per lasciare la stanza, la Saldívar le sparò una volta alla schiena. Selena fuggì verso l'atrio del motel in cerca di aiuto; prima di crollare, disse il nome della sua assalitrice e il numero della camera dove era stata colpita. Dopo l'arrivo della polizia e di un'ambulanza, Selena fu trasportata all'ospedale, dove morì per emorragia, a soli 23 anni.
La morte dell'artista ebbe un effetto sconvolgente per l'opinione pubblica degli Stati Uniti: molte importanti reti televisive interruppero le normali programmazioni per dare la notizia. La reazione del pubblico alla morte di Selena fu paragonata a quella che seguì la morte di John Lennon, Elvis Presley e John Fitzgerald Kennedy. Alcuni statunitensi che non conoscevano la cantante, criticarono l'attenzione che il suo omicidio ricevette sia dai media sia dalla comunità latina. Il personaggio radiofonico Howard Stern derise l'omicidio, la sepoltura e le persone in lutto per Selena e criticò la sua musica, mandando in onda le sue canzoni con colpi di arma da fuoco in sottofondo, causando un tumulto tra la popolazione latina. Il 12 aprile 1995, due settimane dopo la sua morte, il governatore del Texas George W. Bush dichiarò il 16 aprile, giorno del compleanno dell'artista, il "Selena Day" in Texas.
Quella stessa estate, il suo album Dreaming of You, con vecchie canzoni in spagnolo e nuovi brani in inglese, debuttò negli Stati Uniti al numero uno della classifica di Billboard, rendendola la prima artista latina a raggiungere questo traguardo. La rivista People stampò, per la terza volta nella sua storia editoriale, un'edizione commemorativa in onore di Selena, vendendo più di un milione di copie. Nell'ottobre del 1995, una giuria di Houston ritenne la Saldívar colpevole di omicidio e la condannò all'ergastolo, senza possibilità di ottenere la libertà condizionata per i primi trent'anni. Nel 2021 le è stato conferito postumo un Grammy alla carriera.

## Eredità
Nella sua città natale le sono state dedicate una statua di bronzo a grandezza naturale e un museo.
Nel 1997 Jennifer Lopez recitò la parte di Selena nel film omonimo, pur essendo di ascendenza portoricana mentre Selena era di ascendenza messicana, ma gli ammiratori della cantante apprezzarono la trasposizione cinematografica della vicenda della loro eroina.
La duratura popolarità di Selena è messa in evidenza dal fatto che le vendite dei suoi dischi sono continuate anche in seguito alla morte. Il Guinness dei primati l'ha inserita, nel 2003, come l'artista most dominating.
Un enorme concerto tributo, "Selena Vive!", seguito da oltre 50 000 estimatori, è stato organizzato in occasione del decimo anniversario della morte, il 7 aprile 2005. L'evento è stato ospitato dal Reliant Stadium a Houston, con Gloria Estefan, Thalía, Paulina Rubio, e altri. Ognuno di loro ha presentato un arrangiamento di un pezzo di Selena, compreso il fratello, che con la sua band ha eseguito Baila Esta Cumbia.

## Discografia

### Album studio
- 1989 - Selena
- 1990 - Ven conmigo
- 1992 - Entre a mi mundo
- 1994 - Amor prohibido

### Altri album
- 1984 - Mis primeras grabaciones (pubblicato da Selena y Los Dinos)
- 1990 - Mis primeros exitos (raccolta)
- 1991 - Personal Best (raccolta)
- 1992 - Entertainers of the Years (raccolta)
- 1993 - Mis Mejores Canciones - 17 Super Éxitos (raccolta)
- 1993 - Selena Live! (album live)
- 1994 - 12 Super exitos

### Singoli
- 1989 - Contigo quiero estar
- 1989 - Sukiyaki
- 1989 - Mentiras
- 1990 - Baila esta cumbia
- 1992 - La carcacha
- 1992 - Como la flor
- 1993 - ¿Qué creías?
- 1993 - No debes jugar
- 1994 - Amor prohibido
- 1994 - No me queda más
- 1994 - Bidi bidi bom bom
- 1995 - Dreaming of You
- 1995 - Techno Cumbia
- 1996 - Siempre hace frio
- 1996 - No quiero saber

## Discografia postuma (parziale)
- 1995 - Dreaming of You (studio)
- 1996 - Exitos y recuerdos (raccolta)
- 1996 - Siempre Selena (remix)
- 1997 - Selena (colonna sonora)
- 1998 - Anthology (cofanetto)
- 1999 - All My Hits - Todos mis exitos (raccolta)
- 2000 - All My Hits - Todos mis exitos Vol. 2 (raccolta)
- 2001 - Live! The Last Concert (live)
- 2002 - Ones (raccolta)
- 2003 - Greatest Hits (raccolta)
- 2004 - Momentos intimos
- 2005 - Unforgettable: The Live Album (live)
- 2006 - Dos historias
- 2007 - Through the Years/A traves de los años
- 2010 - La leyenda (cofanetto)
- 2012 - Enamorada de ti (remix)
- 2022 - 	Moonchild Mixes

## Premi
- ASCAP 1995 "Among Most Performed Song" (I Could Fall in Love)
- 5 BMI Music Awards (4 nel 1995 e una nel 1996)
- 11 Billboard Latin Music Awards (4 nel 1994, 1 nel 1995, 4 nel 1996, 1 nel 2001 e 2 nel 2011)
- 1 Grammy Award (nel 1994, Miglior album tex-mex Selena Live!)
- 9 premi Lo Nuestro (3 nel 1993, 1 nel 1994, 4 nel 1995 e 1 nel 1996)
- 36 Tejano Music Awards (vinti in 14 edizioni dal 1987 al 2010)

## Filmografia
- Dos Mujeres un Camino,  serie televisiva di Emilio Larrosa (1993-1994)
- Don Juan De Marco - Maestro d'amore (Don Juan De Marco), regia di Jeremy Leven (1995)
- Selena, regia di Gregory Nava (1997) - incentrato sulla sua carriera e dove è interpretata da Jennifer Lopez
- Selena: La Serie (2020) - incentrato sulla sua carriera e dove è interpretata da Christian Serratos